# Міжнародна наукова конференція імені академіка Михайла Кравчука
Міжнародна наукова конференція імені академіка Михайла Кравчука (англ. International Mathematical Kravchuk Conference) — науковий захід, який з 1992 року збирає в стінах НТУУ «КПІ» представників світової математики. Основна мета конференцій — узагальнювати, стимулювати наукові пошуки математиків, водночас вшановуючи пам'ять великому математикові й патріоту України, який зробив великий внесок для розбудови математичної науки на своїй Батьківщині.
Робота конференції традиційно проходить у чотирьох секціях: «Диференціальні та інтегральні рівняння, їх застосування», «Алгебра і геометрія. Математичний та чисельний аналіз», «Теорія ймовірностей та математична статистика», «Історія та методика викладання математики».
Конференції проводяться на честь репресованого українського математика, академіка АН УСРР Михайла Пилиповича Кравчука. Ініціатор проведення конференцій — доктор фізико-математичних наук, професор, академік АН ВШ України Ніна Опанасівна Вірченко. Організатори: Національний технічний університет України «Київський політехнічний інститут», Інститут математики НАН України, Київський національний університет імені Тараса Шевченка, Національний педагогічний університет імені М. Драгоманова.

## Історія конференції
У 1992 році, за рішенням ЮНЕСКО, науковці України та світу широко відзначили 100-річчя від дня народження видатного українського математика XX століття Михайла Пилиповича Кравчука. Перша Міжнародна наукова конференція ім. М. Кравчука пройшла в травні 1992 року в НТУУ «КПІ» саме з нагоди цієї знаменної дати. В роботі конференції взяли участь вчені з України, Казахстану, Узбекистану, Польщі, Німеччини, Грузії, Азербайджану, Росії. Було зроблено 204 доповіді, у тому числі 84 доповіді київськими вченими. Досить представницькою була делегація з Німеччини, очолювана професором Мюнхенського університету Н. Тренклером, німецькі вчені зробили 12 доповідей.
Робота першої Міжнародної конференції ім. Михайла Кравчука продовжилася на Волині в Луцьку, на батьківщині визначного українського математика. На будівлі колишньої Луцької гімназії, де навчався М. Кравчук, було відкрито меморіальну дошку. Учасники конференції побували у селі Човниця, в якому народився та провів дитячі роки Михайло Кравчук.
В урочистостях на Волині брали участь члени-кореспонденти НАН України А. Кочубей, В. Дзядик, М. Горбачук, В. Самойленко, професори Н. Вірченко, В. Маслюченко, А. Бомба (Україна), С. Стєчкін (Росія), Я. Гілевич (Франція), Є. Сенета (Австралія), С. Перевєрзєв (Австрія), голова комісії з питань освіти і науки Рівненської міськради народних депутатів В. Ковтунець та інші.
Волинський університет ім. Лесі Українки представляли ректор університету, професор Б. Заброварний, доценти Л. Філозоф, І. Ковальчук, П. Антонюк, П. Миронюк, Д. Бушев, З. Зарицька, В. Ілляшенко.
IV Міжнародну конференцію ім. М. Кравчука 11 травня 1995 р. відкрив міністр науки і освіти України, ректор НТУУ «КПІ» Михайло Згуровський. На відкритті виступили професори Н. Вірченко, М. Горбачук; колишній політв'язень, організатор Народного Руху України, народний депутат України Є. Пронюк; колишній студент професора Кравчука, доцент М. Кабальський. Ніна Вірченко відмітила відгук на цю подію з Росії: «А эти хохлы, прикрываясь Кравчуком, поднимают головы».
VІІ Міжнародна конференція ім. М. Кравчука проходила 14–16 травня 1998 року. На відкритті виступили племінник вченого Олександр Костянтинович Кравчук, онук Ігор, поетеса зі США Дарія Рихтицька.
Під час X Міжнародної конференції ім. М. Кравчука, що проходила 13–15 травня 2004 р., вперше було продемонстровано 32-х хвилинний документальний фільм «Голгофа академіка М. Кравчука». Автор сценарію Микола Сорока, режисер Олександр Рябокрис. Було презентовано книгу Михайла Кравчука «Розвиток математичних ідей», обсягом 824 сторінок.
XІ Міжнародна конференція ім. М. Кравчука відбулася 18–20 травня 2006 року, у ній взяли участь близько 1000 учасників з 17 країн. Зала Вченої ради КПІ була переповнена. До вшанування визначного українського вченого долучилися відомий громадський діяч, академік І. Юхновський та земляки математика, зокрема директор музею М. Кравчука в селі Човниця Є. Лукашук, які привезли українські прадавні святині — хліб-сіль, грудочку землі з малої батьківщини вченого, вишитий рушник. Учасників конференції вітав правнук М. Кравчука Микита Білий. За словами декана механіко-математичного факультету КНУ ім. Т. Г. Шевченка, професора І. Парасюка, «конференції за чисельністю і за рівнем доповідей перетворюються на математичні конгреси». Вперше пам'ятними медалями ім. М. Кравчука було відзначено ряд науковців.
XІІІ Міжнародна конференція ім. М. Кравчука чисельністю становила 1359 учасників з 21 країни світу, відбулася 13–15 травня 2010 року. Було надіслано більш, як 1000 доповідей. Присутніх привітав заступник міністра освіти і науки України, д. ф.-м. н. М. Стріха; проф. КНУ ім. Т. Г. Шевченка, д. ф.-м.н. І. Парасюк; директор Інституту літератури НАНУ, земляк М.Кравчука М. Жулинський; проф. І. Дімовський (Болгарія), Март Ніклус (Естонія) та інші. На урочистому відкритті виступали митці — лауреат Премії ім. В. Стуса, лауреат міжнародних конкурсів співак Кирило Булкін; хор «Аскольд» парафії св. Миколая Мирлікійського на Аскольдовій могилі; член Національної ліги українських композиторів Тетяна Димань. Усі три дні наукові секції працювали досить інтенсивно, у перший день — до ночі.
При вшануванні пам'яті Михайла Кравчука учасники конференції зазначили невпинну подвижницьку діяльність професора Ніни Вірченко, завдяки якій конференції стали вагомими і масштабними. З її ініціативи у 2002 р. в КПІ відкрито аудиторію імені Михайла Кравчука, у 2003 році встановлено на Алеї слави КПІ пам'ятник вченому, у 2009 р. його іменем названа вулиця в Києві, упорядковано і видано три книги М. Кравчука — «Науково-популярні праці» (2000 р.), «Вибрані математичні праці» (2002 р), «Розвиток математичних ідей Михайла Кравчука» (2004 р.), створено документальний фільм «Голгофа академіка Кравчука» (2004 р.). Н. Вірченко опублікувала книгу «Велет української математики» (2007 р.), наступне видання якої (2014 р.) було ґрунтовно доповнено і перероблено.
XІV Міжнародна конференція ім. М. Кравчука, присвячена 120-річчю від дня народження вченого, відбулася 19–21 квітня 2012 року. Доповіді надіслали понад 1500 науковців з 19 країн світу. Ювілей вченого вперше відзначався на державному рівні. На відкритті конференції доповідали ректор КПІ, академік НАН України М. Згуровський; письменник-дисидент, лауреат Шевченківської премії Євген Сверстюк; віце-президент АН Вищої школи України, д.ф.-м.н, професор Максим Стріха; професор з Кувейту Машур Бані Ата, представники малої батьківщини вченого з села Човниця та інші.
З промови професора М. Стріхи: «Сьогодні ми вшановуємо справді видатного науковця. Щоб переконатися у цьому, досить набрати у пошуковій системі його ім'я в тій транслітерації, яку він сам використовував у своїх франкомовних працях — Krawtchouk. Отримаємо 33 тис. посилань. Здебільшого це праці, присвячені поліномам Кравчука, матрицям Кравчука та іншим його науковим розробкам. Михайло Кравчук справді присутній у світовому просторі й представляє там Україну значно краще, ніж представляють її багато інших наших сучасників».
XV Міжнародна конференція ім. М. Кравчука, яка проходила 15–17 травня 2014 р., розпочала свою роботу у Великій фізичній аудиторії НТУУ «КПІ». Математики з України, Австрії, Алжиру, Білорусі, Казахстану, Польщі, Таджикистану, Туреччини, Узбекистану, Чехії, Росії надіслали понад 500 доповідей. Відкрив конференцію перший проректор НТУУ «КПІ», академік НАН України Ю. Якименко. Учасників конференції привітали професор Ніна Вірченко, письменник-дисидент, філософ Євген Сверстюк, директор музею Кравчука в селі Човниця Євгенія Лукашук, поетеса Марія Морозенко, заслужений артист України скрипаль Кирило Стеценко, заслужений артист України бандурист, кобзар Тарас Компаніченко та інші.
XVІ Міжнародна конференція ім. М. Кравчука, що відбулася 14–15 травня 2015 р., зібрала 250 учасників з 9 країн. На урочистому відкритті конференції виступили ректор НТУУ «КПІ», академік НАН України Михайло Згуровський, представники громади села Човниця Євгенія Лукашук і Леся Свиновей-Лукашук; директор Фізико-математичного інституту НПУ ім. М. П. Драгоманова, професор Микола Працьовитий; професор КНУ ім. Тараса Шевченка, академік-секретар відділення математики АН Вищої школи України Ігор Парасюк; к.ф.-м.н. доцент кафедри математичного аналізу та теорії ймовірностей Надія Задерей.
Були зачитані вітання від директора Інституту математики НАН України академіка НАН України Анатолія Самойленка і українського письменника Миколи Сороки — автора кількох книг про Михайла Кравчука. Студентам ФМФ, стипендіатам стипендії ім. Михайла Кравчука, було урочисто вручено дипломи. Вів засідання завідувач кафедри математичного аналізу та теорії ймовірностей ФМФ НТУУ «КПІ», д.ф.-м.н., професор Олег Клесов.
XVІІ Міжнародна конференція ім. М. Кравчука проходила 19–20 травня 2016 р., участь у конференції взяли більш, як 400 науковців з України, Азербайджану, Білорусі, Казахстану, Польщі, Узбекистану, Чехії, Росії.
Учасників конференції вітали перший проректор НТУУ «КПІ», академік НАН України Юрій Якименко; представники громади села Човниця, Євгенія Лукашук і Леся Свиновей-Лукашук; президент Академії наук Вищої школи України, професор, д.ф.-м.н. Олександр Наконечний, професор КНУ ім. Тараса Шевченка, д.ф.-м.н. Олександр Кукуш; доцент кафедри математичного аналізу та теорії ймовірностей, к.ф.-м.н. Надія Задерей. За традицією, студентам ФМФ, стипендіатам стипендії ім. Михайла Кравчука, урочисто вручили дипломи.
Пролунали пісні у виконанні бандуриста Віталія Мороза і викладача математики НТУУ «КПІ», лауреата Міжнародних пісенних конкурсів Лариси Коцюк. Відбувся показ фрагментів документального фільму про Михайла Кравчука «Світ знає, що він українець». Працювало чотири секції.
XVІІІ Міжнародна конференція ім. М. Кравчука, присвячена 125-річчю від дня народження видатного українського вченого, проходила 7–10 жовтня 2017 року. Урочисте відкриття і пленарне засідання відбулося у Східноєвропейському національному університеті імені Лесі Українки (м. Луцьк). У конференції взяли участь близько 200 учасників (155 доповідей) із 8 країн світу: Україна, Білорусь, Польща, Чехія, Німеччина, Азербайджан, Узбекистан, Росія. На відкритті виступив перший заступник міністра освіти і науки України В. Ковтунець, професори О. Клесов, П. Задерей, М. Працьовитий, А. Бомба, доцент СНУ ім. Лесі Українки П. Трохимчук. Учасники конференції відвідали шкільний зразковий музей М. Кравчука у с. Човниця. Цікаву та пізнавальну екскурсію в музеї провела науковцям учениця 5-го класу Анна Линь.
Конференція продовжилася у Києві, 10 жовтня в залі засідань Вченої ради КПІ ім. Ігоря Сікорського відбулося урочисте засідання, присвячене 125-річчю від дня народження академіка М. Кравчука, в якому взяли участь викладачі, науковці, студенти КПІ. Головував на засіданні к. ф.-м. н., доцент кафедри математичного аналізу та теорії ймовірностей Віктор Гайдей, учень професора Н. Вірченко, який був одним з організаторів останніх конференцій ім. М. Кравчука і доклав значних зусиль у вшануванні його пам'яті. Учасники засідання розповідали про життя видатного вченого, його внесок в у світову науку, трагічну долю.
Режисер документального фільму про М. Кравчука О. Рябокрис розповів учасникам конференції про свою поїздку у Магаданську область, де на Колимі у братській могилі навіки залишився український вчений. Режисер подав запит в місцевий архів, щоб отримати справу М. Кравчука, в якій, можливо, збереглися останні записи вченого. Йому відмовили, посилаючись на досі невпорядковані архіви політичних в'язнів.
На конференції прозвучали традиційні мистецькі вітання. Учні Київської школи мистецтв прочитали вірш про М. Кравчука «Корифей математики», асистент-стажер Національної музичної академії ім. П. І. Чайковського Роман Лещов виконав пісню Тетяни Димань на слова Світлани Жук «Славетний син України», присвячену М. Кравчуку. Пісня на честь славетного українця виконувалася вперше.
XІХ Міжнародна конференція ім. М. Кравчука, присвячена 125-річчю КПІ ім. Ігоря Сікорського, відбулася онлайн 11–12 жовтня 2023 року. Її кафедра математичного аналізу та теорії ймовірностей фізико-математичного факультету організувала і провела спільно з Інститутом математики НАН України, Київським національним університетом імені Тараса Шевченка, Українським державним університетом імені Михайла Драгоманова та Волинським національним університетом імені Лесі Українки. У ній взяли участь більше 150 вчених з України, Іспанії, Польщі, Великобританії, Швеції, Індії, Норвегії, Німеччини та Чехії.
| Конференція | Рік           | Кількість учасників | Кількість країн |
| 1           | 1992          | 204                 | 8               |
| 2           | 1993          |                     |                 |
| 3           | 1994          |                     |                 |
| 4           | 11-?.05.1995  |                     |                 |
| 5           | 16-18.05.1996 | 540                 | 7               |
| 6           | 15-17.05.1997 | 350                 | 4               |
| 7           | 14-16.05.1998 |                     |                 |
| 8           | 11-14.05.2000 | 626                 | 10              |
| 9           | 16-19.05.2002 | Близько 500         | 20              |
| 10          | 13-15.05.2004 | 1200                |                 |
| 11          | 18-20.05.2006 | Понад 1000          | 18              |
| 12          | 15-17.05.2008 | 1469                | 22              |
| 13          | 13-15.05.2010 | 1350                | 21              |
| 14          | 19-21.04.2012 | Понад 1500          | 16              |
| 15          | 14-17.05.2014 | Понад 500           | 11              |
| 16          | 14-15.05.2015 | 269                 | 9               |
| 17          | 19-20.05.2016 | 400                 | 8               |
| 18          | 07-10.10.2017 | 200                 | 8               |
| 19          | 11-12.10.2023 | 150                 | 9               |